# Пантелеймонівська селищна рада
Пантелеймонівська селищна рада — орган місцевого самоврядування у складі Центрально-Міського району Горлівки Донецької області. Адміністративний центр — селище міського типу Пантелеймонівка.

## Загальні відомості
- Населення ради: 8040 осіб (станом на 2001 рік)

## Населені пункти
Селищній раді підпорядковані населені пункти:
- смт Пантелеймонівка
- с. Рясне

## Склад ради
Рада складається з 30 депутатів та голови.
- Голова ради: Реутова Світлана Вікторівна

### Депутати
За результатами місцевих виборів 2010 року депутатами ради стали:

#### За суб'єктами висування
| Суб'єкт висування                                       | Кількість обраних депутатів | %    |
| ------------------------------------------------------- | --------------------------- | ---- |
| Партія регіонів                                         | 23                          | 76,7 |
| Самовисування                                           | 5                           | 16,7 |
| Комуністична партія України                             | 1                           | 3,3  |
| Політична партія Всеукраїнське об'єднання «Батьківщина» | 1                           | 3,3  |

#### За округами
| № округу                                                | Прізвище, ім'я, по батькові      | Дата визнання обраним | Освіта                    | Партійна приналежність                        | Відомості про обраного депутата                                                                                                |
| ------------------------------------------------------- | -------------------------------- | --------------------- | ------------------------- | --------------------------------------------- | --- |
| Комуністична партія України                             |                                  |                       |                           |                                               | |
| 6                                                       | Андрощук Володимир Володимирович | 01.11.2010            | Освіта середня            | позапартійний                                 | пенсіонер |
| Партія регіонів                                         |                                  |                       |                           |                                               | |
| 1                                                       | Турченкова Ольга Миколаївна      | 01.11.2010            | Освіта вища               | член Партії регіонів                          | ВАТ «Пантелеймонівський вогнетривкий завод», провідний економіст економічної служби                                            |
| 2                                                       | Мухіна Людмила Вікторівна        | 01.11.2010            | Освіта середня            | член Партії регіонів                          | Ясла-садок № 45 «Сонечко», завідувачка господарства                                                                            |
| 3                                                       | Літвиненко Оксана Вікторівна     | 01.11.2010            | Освіта вища               | член Партії регіонів                          | ВАТ «Пантелеймонівський вогнетривкий завод», менеджер корпоративного відділу                                                   |
| 4                                                       | Демидов Леонід Іванович          | 01.11.2010            | Освіта вища               | член Партії регіонів                          | пенсіонер |
| 5                                                       | Курилко Людмила Миколаївна       | 01.11.2010            | Освіта вища               | позапартійна                                  | Поліклінічне відділення № 2 міської лікарні № 1 м. Горлівка, старша медична сестра                                             |
| 7                                                       | Кривенко Галина Іноятівна        | 01.11.2010            | Освіта вища               | член Партії регіонів                          | КП «Вуглик», начальник дільниці                                                                                                |
| 8                                                       | Веретюк Сергій Іванович          | 01.11.2010            | Освіта середня            | член Партії регіонів                          | тимчасово не працює |
| 9                                                       | Зінченко Олександр Іванович      | 01.11.2010            | Освіта вища               | член Партії регіонів                          | приватний підприємець |
| 10                                                      | Титкова Світлана Іванівна        | 01.11.2010            | Освіта вища               | член Партії регіонів                          | ПК ім. Чернишевського, завідувачка господарства                                                                                |
| 11                                                      | Гончаренко Олена Іванівна        | 01.11.2010            | Освіта вища               | член Партії регіонів                          | КП «Вуглик», начальник дільниці                                                                                                |
| 12                                                      | Філімонова Аліна Олексіївна      | 01.11.2010            | Освіта вища               | член Партії регіонів                          | Територіалний центр Ц-Міського району м. Горлівки, директор                                                                    |
| 15                                                      | Потапова Олена Михайлівна        | 01.11.2010            | Освіта незакінчена вища   | позапартійна                                  | Пантелеймнівська селищна рада, оператор комп'ютерного набору                                                                   |
| 18                                                      | Вязова Любов Дмитрівна           | 01.11.2010            | Освіта вища               | член Партії регіонів                          | Ясинуватське управління по газопостачанню та газифікації, майстер Пантелеймонівської дільниці                                  |
| 19                                                      | Гордієнко Ігор Анатолійович      | 01.11.2010            | Освіта вища               | член Партії регіонів                          | Торговельно-розважальний центр «Донецьк-Сіті», супермаркет «Varus», м. Донецьк, заступник керівника служби економічної безпеки |
| 20                                                      | Кулініч Ігор Олексійович         | 01.11.2010            | Освіта вища               | член Партії регіонів                          | ВАТ «Пантелеймонівський вогнетривкий завод», газовщик                                                                          |
| 21                                                      | Крижановська Любов Григорівна    | 01.11.2010            | Освіта вища               | член Партії регіонів                          | пенсіонер |
| 22                                                      | Юзенко Тетяна Олександрівна      | 01.11.2010            | Освіта вища               | член Партії регіонів                          | ВАТ «Пантелеймонівський вогнетривкий завод», інженер технолог                                                                  |
| 23                                                      | Галустян Тетяна Олександрівна    | 01.11.2010            | Освіта вища               | член Партії регіонів                          | ПК ім. Чернишевського, завідувачка бібліотеки                                                                                  |
| 24                                                      | Мороз Ірина Олексіївна           | 01.11.2010            | Освіта вища               | позапартійна                                  | аптека № 71 смт Пантелеймонівка, провізор                                                                                      |
| 25                                                      | Шемет Наталія Володимирівна      | 01.11.2010            | Освіта вища               | член Партії регіонів                          | ВАТ «Пантелеймонівський вогнетривкий завод», начальник центральної заводської лабораторії                                      |
| 26                                                      | Корнєєва Ірина Герасимівна       | 01.11.2010            | Освіта вища               | член Партії регіонів                          | Палац культури ім. Чернишевського, директор                                                                                    |
| 28                                                      | Войленко Ольга Олександрівна     | 01.11.2010            | Освіта вища               | член Партії регіонів                          | ВАТ «Пантелеймонівський вогнетривкий завод», інспектор відділу кадрів                                                          |
| 29                                                      | Скиба Марина Олександрівна       | 01.11.2010            | Освіта вища               | член Партії регіонів                          | Поліклінічне відділення № 2 міської лікарні № 1 м. Горлівка, завідувачка                                                       |
| Політична партія Всеукраїнське об'єднання «Батьківщина» |                                  |                       |                           |                                               | |
| 17                                                      | Дончу Тетяна Миколаївна          | 01.11.2010            | Освіта вища               | член Всеукраїнського об'єднання «Батьківщина» | ПП "Відродження-8 ", диспетчер                                                                                                 |
| Самовисування                                           |                                  |                       |                           |                                               | |
| 13                                                      | Лазука Василь Васильович         | 01.11.2010            | Освіта вища               | позапартійний                                 | приватний підприємець |
| 14                                                      | Курашева Алла Данилівна          | 01.11.2010            | Освіта середня            | позапартійна                                  | пенсіонер |
| 16                                                      | Скляренко Ольга Семенівна        | 01.11.2010            | Освіта середня спеціальна | член Партії регіонів                          | пенсіонер |
| 27                                                      | Вакуленко Світлана Вікторівна    | 01.11.2010            | Освіта вища               | позапартійна                                  | загальноосвітня школа № 19 м. Горлівка, вчитель математики                                                                     |
| 30                                                      | Костенко Олена Михайлівна        | 01.11.2010            | Освіта вища               | позапартійна                                  | ясла-садок № 45 «Сонечко», вихователь                                                                                          |